# 大徳朋子
大徳 朋子（だいとく ともこ）は日本の舞台俳優。劇団四季に所属している。

## 人物
2002年劇団四季の研究所に入所。初舞台は『アンデルセン』ラース役。
2010年4月11日にJR東日本アートセンター四季劇場［秋］で開幕した『サウンド・オブ・ミュージック』の子役指導を担当し、大阪四季劇場でも引き続き担当した。

## 出演作品
- アンデルセン（ラース）
- 青い鳥（チルチル）
- ミュージカル南十字星（キキ）
- 魔法をすてたマジョリン（マジョリン）
- ユタと不思議な仲間たち（モンゼ）
- 王子とこじき（エドワード）
- 思い出を売る男（花売娘）
- むかしむかしゾウがきた（おミヨ）
- 美女と野獣（アンサンブル）
- エビータ（アンサンブル）
- ライオンキング（アンサンブル）